# اندیئی، مورته-ا-موزل
اندیئی (به فرانسوی: Andilly) یک کمون در فرانسه است که در canton of Domèvre-en-Haye واقع شده‌است. اندیئی ۷٫۱۲ کیلومتر مربع مساحت دارد ۲۲۰ متر بالاتر از سطح دریا واقع شده‌است.

## خواهرخوانده
شهر فورباخ (بادن) خواهرخواندهٔ اندیئی، مورته-ا-موزل هست.